# Формула X
„Формула X” је југословенски кратки филм из 1976. године. Режирао га је Драгољуб Стевановић који је написао и сценарио.

## Улоге
| Глумац                | Улога |
| --------------------- | ----- |
| Михаило Миша Јанкетић |       |
| Злата Нуманагић       |       |
| Јанез Врховец         |       |